# K.K. Partizan 1983-1984
Questa pagina raccoglie le informazioni riguardanti il Košarkaški klub Partizan nelle competizioni ufficiali della stagione 1983-1984.

## Roster
| N° | Naz.                  | Ruolo | Sportivo              |  | Alt. |  |
| -- | --------------------- | ----- | --------------------- |  | ---- |  |
| 4  | Jugoslavia (bandiera) |       | Dragan Živanović      |  |      |  |
| 5  | Jugoslavia (bandiera) | P     | Nebojša Zorkić        |  | 188  |  |
| 7  | Jugoslavia (bandiera) |       | Aleksandar Dragičević |  |      |  |
| 8  | Jugoslavia (bandiera) | C     | Boban Petrović        |  | 204  |  |
| 9  | Jugoslavia (bandiera) | A     | Goran Grbović         |  | 200  |  |
| 9  | Jugoslavia (bandiera) | AP    | Danko Cvjetićanin     |  | 198  |  |
| 10 | Jugoslavia (bandiera) | C     | Milenko Savović       |  | 210  |  |
| 11 | Jugoslavia (bandiera) | C     | Miodrag Marić         |  |      |  |
| 12 | Jugoslavia (bandiera) |       | Milan Ivančević       |  |      |  |
| 13 | Jugoslavia (bandiera) |       | Nebojša Bukumirović   |  |      |  |
| 14 | Jugoslavia (bandiera) | A     | Arsenije Pešić        |  |      |  |
| 15 | Jugoslavia (bandiera) |       | Ante Karaman          |  |      |  |
|    | Jugoslavia (bandiera) | P     | Aleksandar Đorđević   |  | 188  |  |
|    | Jugoslavia (bandiera) |       | Milovan Radojčić      |  |      |  |
|    | Jugoslavia (bandiera) |       | Branislav Jovanović   |  |      |  |
|    | Jugoslavia (bandiera) |       | Predrag Ugrinić       |  |      |  |
|    | Jugoslavia (bandiera) | All.  | Borislav Džaković     |  |      |  |